# Omloop van het Waasland 2022
De 58e editie van de Belgische wielerwedstrijd Omloop van het Waasland vond plaats op 13 maart. De wedstrijd werd verreden in en rond Kemzeke. Deze editie werd gewonnen door Brent Clé, gevolgd door Ylber Sefa en Marius Wold.

## Uitslag
| Omloop van het Waasland 2022 |                  |                                   |          |
| Plaats                       | Naam             | Ploeg                             | Tijd     |
| Winnaar                      | Brent Clé        | Stageco Cycling Team              | 3u41'08" |
| 2                            | Ylber Sefa       | Vetrapo-B-close Cycling Team      | +1"      |
| 3                            | Marius Wold      | Tarteletto-Isorex                 | z.t.     |
| 4                            | Jarno Jordens    | Tarteletto-Isorex                 | z.t.     |
| 5                            | Kenn Simon       | S-Bikes Dolticini                 | z.t.     |
| 6                            | Pauls Rubenis    | Team Ampler-Tartu2024             | z.t.     |
| 7                            | Diel Vergote     | Elevate p/b Home Solution Soenens | z.t.     |
| 8                            | Jeff Peelaers    | VP Consulting Cycling Team        | z.t.     |
| 9                            | Alekss Krasts    | Team Ampler-Tartu2024             | z.t.     |
| 10                           | Jarne Castermans | CP X SCO Racing Team              | z.t.     |

1965 · 1966 · 1967 · 1968 · 1969 · 1970 · 1971 · 1972 · 1973 · 1974 · 1975 · 1976 · 1977 · 1978 · 1979 · 1980 · 1981 · 1982 · 1983 · 1984 · 1985 · 1986 · 1987 · 1988 · 1989 · 1990 · 1991 · 1992 · 1993 · 1994 · 1995 · 1996 · 1997 · 1998 · 1999 · 2000 · 2001 · 2002 · 2003 · 2004 · 2005 · 2006 · 2007 · 2008 · 2009 · 2010 · 2011 · 2012 · 2013 · 2014 · 2015 · 2016 · 2017 · 2018 · 2019 · 2020 · 2021 · 2022 · 2023 · 2024